# Friedrich Münzinger
Oskar August Friedrich Münzinger (* 25. März 1884 in Metzingen, Württemberg; † 14. Oktober 1962 in Berlin) war ein deutscher Kraftwerksbauer. 

## Leben
Friedrich Münzingers Eltern waren der Arzt Wilhelm Münzinger (1845–1896) und Sophie (1846–1893), sein älterer Bruder der nachmalige Agrarwissenschaftler Adolf Münzinger. 
Friedrich Münzinger studierte Maschinenbau an der TH Berlin-Charlottenburg und war danach Assistent bei Emil Josse. 1913 wurde er mit einer Untersuchung eines 15-pferdigen MAN-Dieselmotors zum Dr.-Ing. promoviert. 
Georg Klingenberg holte ihn zur AEG, wo er Dampfkesselanlagen im Rahmen des Gesamtkraftwerksbaues der AEG bearbeitete. Während Feuerungs- und Kesselbau in der Vergangenheit überwiegend auf Erfahrungswerten beruhten und von kleinen Firmen ohne eigene Laboratorien ausgeführt wurden, haben Münzingers Standardwerke eine Vereinheitlichung des Kesselbaus bewirkt und diesen auf eine wissenschaftliche Grundlage gestellt. 
Seit seinem Ruhestand ab 1953 beschäftigte Friedrich Münzinger sich auch mit der Dampferzeugung mittels Kernenergie. Er war Mitglied (Mitgliedsnummer 12157) des Vereins Deutscher Ingenieure (VDI).

## Anlagen
- 1916: Kraftwerk Zschornewitz-Golpa
- 1927: Kraftwerk Klingenberg

## Veröffentlichungen
- Die Brüsseler Weltausstellung und der gegenwärtige Stand des Dampfturbinenbaues; 1911
- Untersuchung einer 200 KW-A.E.G.-Turbine; 1911
- Kohlenstaubfeuerungen für ortsfeste Dampfkessel, eine kritische Untersuchung über Bau, Betrieb und Eignung; 1921
- Die Leistungssteigerung von Großdampfkesseln; 1922
- Amerikanische und deutsche Großkessel; 1923
- Höchstdruckdampf. Eine Untersuchung über die wirtschaftlichen und technischen Aussichten der Erzeugung und Verwertung von Dampf sehr hoher Spannung in Grossbetrieben; 1924
- Berechnung und Verhalten von Wasserrohrkesseln; 1926
- Dampfkraft, Wasserrohrkessel und Dampfkraftanlagen; 1933
- Die Aussichten von Zwanglaufkesseln. Eine kritische Betrachtung des derzeitigen Standes im Bau und Betrieb von Röhrendampferzeugern; 1935 (2. Auflage: Leichte Dampfantriebe an Land, zur See, in der Luft; 1937)
- Jt-Tafel zum schnellen Ermitteln des Verlaufes der Rauchgastemperatur in Dampfkesselanlagen; 1939
- Ingenieure, Baumeister einer besseren Welt; 1941
- Atomkraft; 1955
- Menschen, Völker und Maschinen. Erinnerungen eines alten Ingenieurs; 1955